# لورا ليون وايت
لورا ليون وايت (12 أبريل 1839-18 يناير 1916) ناشطة أمريكية، اشتهرت بتأسيس نادي كاليفورنيا، والعمل على الحفاظ على بساتين الخشب الأحمر في كاليفورنيا، والترويج لحركة المدينة جميلة. كتبت عدة مقالات لصحيفة أوفرلاند الشهرية في السنوات الأخيرة من القرن التاسع عشر وكانت ناشطة شديدة الحماس في حق النساء بالتصويت.
جعلت وايت القضايا التي دافعت عنها واقعية. استخدمت من خلال عملها في عصر لم تكن فيه المرأة قد حصلت بعد على حق التصويت، ثروتها ومكانتها الاجتماعية لتحقيق أهدافها والترويج لحماية الطبيعة وتحسين حياة سكان المدن. على عكس جون موير، لم تميز وايت بشكل كبير بين الجمال الطبيعي والجمال العمراني، ورأت مكانًا للتنمية الاقتصادية، طالما أنه يمكن التخفيف من تجاوزاته. وقالت إنها «كانت على استعداد للالتزام بالأعراف الاجتماعية في عصرها مع استخدامها لتعزيز أهدافها الخاصة»، وبالتالي نقل المسؤولية إلى الأمام والتأثير في النساء في الحياة العامة.

## بداية حياتها وعائلتها
ولدت لورا ليون في 12 أبريل 1839 بالقرب من فرينش ليك بولاية إنديانا. كان والدها جوناثان ليون، صاحب مطحنة دقيق ناجح. انتقلت العائلة بعد ولادتها بفترة وجيزة، إلى فورت دي موين في ولاية أيوا. كانت وايت مراهقة صعبة المراس ومغامرة ومستقلة. أقنعت عائلتها بالسماح لها بالالتحاق بالكلية، وسجلت في برنامج الأدب في أوهايو كلية أوبرلين في عام 1856. لم تتخرج وايت، لكنها عادت إلى دي موين في عام 1858 وأصبحت نشطةً في مجتمع البلدة. ساعدت في التخطيط للاحتفالات بمناسبة اختيار المدينة عاصمة للولاية.
التقت بلوفيل وايت في عام 1857، وهو مصرفي وسرعان ما خطبا للزواج. بعد فترة وجيزة من زواجهما، أجبر الذعر المالي عام 1857 لوفيل على الإفلاس في مارس 1858. انتقل الزوجان إلى كاليفورنيا في خريف عام 1859 بحثًا عن فرص أفضل.
بدأوا حياتهم الجديدة في معسكر حمى ذهب كاليفورنيا للتعدين في فرنش كورال، كاليفورنيا في سفوح سييرا نيفادا. استمرت عائلة وايت في إدارة متجر عام هناك لمدة خمس سنوات. لم يكن من الممكن الوصول إلى رواسب الذهب في هذه المنطقة من خلال التقنيات التقليدية.  لذلك، تم استخدام الطريقة المطورة حديثًا للتعدين الهيدروليكي بنجاح هنا. كان لممارسات التعدين هذه آثار ضارة شديدة على الغابات المحيطة ومستجمعات المياه. ولد أول طفلين لها في فرنش كورال، لكن كلاهما مات في وقت مبكر من حياته بسبب الحمى القرمزية.
في عام 1864، انتقلت عائلة وايت إلى سان فرانسيسكو، كاليفورنيا لتولي منصب في بنك يملكه ويليام تشابمان رالستون. تقدم لوفيل وايت لاحقًا في منصبه في البنك، وتم تأمين الوضع المالي للزوجين. امتنانًا منهم لمساعدة رالستون، سمت عائلة وايت طفلهم الثالث والأخير تيمنًا به.